# Pays Dolois - Pays de Pasteur
La structure porteuse du Pays Dolois - Pays de Pasteur est une structure de regroupement de collectivités locales françaises, située dans le département du Jura. C'est une association  loi de 1901 qui gère le Pays dolois depuis l'an 2000.

## Composition
Le Pays regroupe regroupe 124 communes, elle-même regroupées dans 1 communauté d'agglomération et 3 communautés de communes :
- Communauté d'agglomération du Grand Dole
- Communauté de communes Jura Nord
- Communauté de communes de la Plaine Jurassienne
- Communauté de communes du Val d'Amour

Deux communes adhèrent à titre individuel.